# Ned Block
Ned Joel Block (nascido em 1942) é um filósofo americano que trabalha no campo da filosofia da mente que fez contribuições importantes para questões de consciência e ciência cognitiva. Em 1971, ele obteve seu Ph.D. da Universidade de Harvard sob Hilary Putnam.